# Hofterups IBF
Hofterup IBF (även HIBF och Hofterup Innebandyförening) är en innebandyklubb i Hofterup/Löddeköpinge i Sverige. A-laget spelar sina hemmamatcher i E-Hallen i Kävlinge och ungdomslagen spelar sina hemmamatcher i Tolvåkershallen i Löddeköpinge.
Hofterup har idag en spelare som spelar på elitnivå och det är Niklas Lidholm.
Bill Svedenborn efterträdde Göran Lidholm som tränare för klubben i mars 2011. Tränare sedan dess är Bill Svedenborn tillsammans med målvaktstränare Bodil Helander och lagledare Jonas Paradi.